# Pitaviaster
Pitaviaster é um género de plantas com flores pertencentes à família Rutaceae.
A sua área de distribuição nativa é o nordeste da Austrália.
Espécies:
- Pitaviaster haplophyllus (F.Muell. ) TGHartley